# Дхар (округ)
Дхар (хинди धार जिला; англ. Dhar) — округ в индийском штате Мадхья-Прадеш. Административный центр — город Дхар. Площадь округа — 8153 км². По данным всеиндийской переписи 2001 года, население округа составляло 1 740 329 человек. Уровень грамотности взрослого населения составлял 52,5 %, что ниже среднеиндийского уровня (59,5 %). Доля городского населения составляла 16,6 %.